# Kurt Westphal (Musikwissenschaftler)
Kurt Westphal (* 9. Oktober 1904 in Bublitz; † 15. Juni 1978 in Berlin) war ein deutscher Musikwissenschaftler und Musikjournalist.

## Leben
Er studierte von 1921 bis 1926 Musik an der Hochschule für Musik in Berlin und von 1928 bis 1932 Musikwissenschaft an der Friedrich-Wilhelms-Universität zu Berlin. Nach der Promotion zum Dr. phil. war er als Pianist, wissenschaftlicher Assistent und seit 1938 als Studienrat für Musik u. 1946 als Leiter der Musikabteilung beim RIAS tätig. Er verfasste Musikkritiken für die Die Welt.

## Schriften (Auswahl)
- Musik, Theater, Film. 1925.
- Die moderne Musik. 1928.
- Der Begriff der musikalischen Form in der Wiener Klassik. Versuch einer Grundlegung der Theorie der musikalischen Formung. 1935.
- Vom Einfall zur Symphonie. Einblicke in Beethovens Schaffensweise. 1964.
- Erzählende und malende Musik. 1965.
- Genie und Talent in der Musik. 1977.